# フランチェスコ・デ・サンクティス
フランチェスコ・デ・サンクティス（Francesco de Sanctis、1817年3月28日 - 1883年12月29日）は、イタリアの美学者、文学研究者。

## 生涯
南イタリア・アヴェッリーノのモッラ・イルピーナという村（現モッラ・デ・サンクティス）に生まれる。早くからナポリに出て、有名な文学者プオーティの塾に学ぶ。1848年の民族解放の反乱がナポリで勃発した際、教え子とともに乱に参加して逮捕され、1850年から3年間投獄される。のち両シチリア王国から追放され、一時トリノへ避難する。1855年から論文を各誌に投稿し、トリノ大学で「ダンテ講義」を行う。またこの年、ロマン派の巨匠マンゾーニに会う。マンゾーニはデ・サンクティスの批評活動が美学の改革や政治覚醒に寄与するものとして高く評価していた。1858年から招かれたチューリッヒ工科大学で文学を講じる。当時の同僚としてヤーコプ・ブルクハルトがいる。1860年、ジュゼッペ・ガリバルディのナポリ到着後、ただちにアヴェッリーノ県の知事に、ついで教育長官に任じられる。ナポリ大学の制度改革に力を注ぎ、ベルトランド・スパヴェンタなどを新しく教授に任じた。1862年までの文相時代では、自由な教育の必要性、科学や真実を追究するための偏見のない学問の場の提供を目的として活動し、イタリア教育界に多大な影響を残した。1863年から主著『イタリア文学史』 (Storia della letteratura italiana) を計画し、1871年に完成した。同書はラブリオーラやクローチェ、グラムシをはじめとした次世代にとって、重要な古典となった。その年からナポリ大学の比較文学の教授となり、フォスコロ、パリーニ、レオパルディ、マンゾーニなどを講じた。1883年、ナポリで死去した。
「わが人生の2ページは政治と文学である」という言葉のとおり、デ・サンクティスの文学批評の観点は、自由を求めた政治実践と精神解放を実現すべき文学作品との二重の関心で貫かれ、扱う作家は小説家や詩人に限らず、マキャヴェリやブルーノ、ガリレイ、ヴィーコなどの政治家・哲学者・科学者へ及び、広く国民精神を見渡した展望を持つ。「文章の研究は、生きた生活から切り離しては十分に成功しない」という彼の思考方法は、ヘルダーやヘーゲルなどのドイツ思想家から受け継いだものである。晩年には『ゾラ論』『リアリズムの原理』『科学と人生』などの評論でロマン主義からリアリズムへの関心を示し、新しい問題提起を行った。

## 主著
- 『批評集』（Saggi critici, 1849年）
- 『牢獄』（La prigione, 1851年）
- 『批評集』（Saggi critici, 1869年）
- 『イタリア文学史』（Storia della letteratura italiana, 1870年）
  - 『イタリア文学史 1 中世編』池田廉、米山喜晟共訳、現代思潮社（1970年）
  - 『イタリア文学史 2 ルネサンス編 』在里寛司、藤沢道郎共訳、現代思潮社（1973年）
- 『選挙の旅』（Un viaggio elettorale, 1876年）
- 『エミール・ゾラについての研究』（Studio sopra Emilio Zola, 1878年）
- 『新批評集』（Nuovi saggi critici,  1879年）
- 『ペトラルカについての論文集』（Saggio sul Petrarca, 1883年）
- 『レオパルディについての論文集』（Studio su G.Leopardi, 1885年）

など。